# Liste der Biografien/Lui
Liste der Biografien |
Portal Biografien |
Personensuche
# |
A |
B |
C |
D |
E |
F |
G |
H |
I |
J |
K |
L |
M |
N |
O |
P |
Q |
R |
S |
T |
U |
V |
W |
X |
Y |
Z |
?
 
La |
Lb |
Lc |
Le |
Lg |
Lh |
Li |
Lj |
Ll |
Lm |
Lo |
Lp |
Lt |
Lu |
Lv |
Lw |
Lx |
Ly |
Lz
 
Lua |
Lub |
Luc |
Lud |
Lue |
Luf |
Lug |
Luh |
Lui |
Luj |
Luk |
Lul |
Lum |
Lun |
Luo |
Lup |
Luq |
Lur |
Lus |
Lut |
Luu |
Luv |
Luw |
Lux |
Luy |
Luz
Die Liste der Biografien führt alle Personen auf, die in der deutschsprachigen Wikipedia einen Artikel haben. Dieses ist eine Teilliste mit 194 Einträgen von Personen, deren Namen mit den Buchstaben „Lui“ beginnt.

## Lui
- Lui, Andrea (* 1982), kanadische Schauspielerin mit chinesischer Herkunft
- Lui, Che Woo (1929–2024), chinesischer Unternehmer
- Lui, Francisco (* 1964), osttimoresischer Geschäftsmann und Unabhängigkeitskämpfer
- Lui, Frank (1935–2021), niueanischer Politiker und Ministerpräsident von Niue
- Lui, Lai Yiu (* 1994), chinesische Hürdenläuferin (Hongkong)
- Lui, Ming-wah (* 1938), Mitglied des Legislativrates von Hongkong (Legco)
- Lui, Pan-To Barton (* 1993), hongkong-chinesischer Shorttracker
- Lui, Raimundo (1912–1994), brasilianischer Ordensgeistlicher und römisch-katholischer Bischof von Paracatu
- Lui, Tuck Yew (* 1961), singapurischer Politiker

### Luib
- Luib, Ferdinand (1811–1877), österreichischer Musikkritiker
- Luibrand, Kai (* 1994), deutscher Fußballspieler

### Luic
- Luick, Karl (1865–1935), österreichischer Anglist
- Luick, Otto (1905–1984), deutscher Maler und Mitglied der Stuttgarter Sezession
- Luick, Rainer (* 1956), deutscher Biologe und Hochschullehrer
- Luickx, Fernand (1932–2007), belgischer Künstler

### Luid
- Luidji (* 1991), französischer Rapper
- Luidl, Adam († 1681), deutscher Bildhauer
- Luidl, Ferdinand (1670–1736), deutscher Bildhauer des Barock
- Luidl, Gabriel (1688–1748), Hofbildhauer am Hof des bayerischen Kurfürsten Max Emanuel
- Luidl, Johann, bayerischer Barockbildhauer
- Luidl, Lorenz († 1719), bayerischer Barockbildhauer
- Luidl, Philipp (1930–2015), deutscher Typograf, Buchgestalter, Autor, Lyriker und Fachlehrer
- Luido, Bischof von Speyer
- Luidolt, Herbert (* 1959), österreichischer Bogenschütze in Deutschland
- Luidtke, Christian (1621–1686), deutscher Verwaltungsjurist, Obersekretär, Kämmerer und Bürgermeister in Stendal
- Luidtke, Germanus (1592–1672), Jurist, Bürgermeister von Stendal, Verordneter der altmärkischen Landschaft
- Luidtke, Lucas, deutscher Jurist und Domherr am Domstift von Havelberg

### Luif
- Luif, Anna (* 1972), Schweizer Regisseurin und Filmemacherin
- Luif, Johann (* 1959), österreichischer Offizier und Politiker
- Luif, Kurt (1942–2012), österreichischer Schriftsteller
- Luif, Paul (* 1948), österreichischer Politikwissenschaftler

### Luig
- Luig, Albert (1906–1942), deutscher Komponist von E-Musik
- Luig, Klaus (1935–2022), deutscher Rechtshistoriker
- Luig, Michael (1950–2014), deutscher Dirigent und Musikpädagoge
- Luig, Ute (* 1944), deutsche Ethnologin
- Luiga, Georg Eduard (1866–1936), estnischer Schriftsteller und Journalist
- Luigend, Karl-Eerik (* 1993), estnischer Fußballspieler
- Luiggi, Luigi (1856–1931), italienischer Ingenieur und Politiker, Mitglied der Camera dei deputati
- Luigi, Hans (* 1894), deutscher Architekt und Filmarchitekt
- Luigi, Lola (* 1920), deutsche Synchronsprecherin und Hörspielsprecherin
- Luigini, Alexandre (1850–1906), französischer Komponist
- Luigs, Charles F. (1938–2017), US-amerikanischer Offizier, Brigadegeneral der US Air Force
- Luigs, Paul (1902–1992), deutscher Manager, Unternehmer und Politiker (Zentrum, CDU, Hamburg-Block), MdHB

### Luij
- Luijckx, Kees (* 1986), niederländischer Fußballspieler
- Luijk, Patrick van (* 1984), niederländischer Leichtathlet
- Luijpers, Wim (* 1970), niederländischer Läufer, Lauftrainer und Autor
- Luijt, Erik van der (* 1970), niederländischer Jazz-Musiker und Bandleader
- Luijten, Entgen († 1674), Opfer der Hexenverfolgung

### Luik
- Luik, Aivi (* 1985), australische Fußballspielerin
- Luik, Arno (* 1955), deutscher Journalist und Schriftsteller
- Luik, Hans (1927–2017), estnischer Schriftsteller und Übersetzer
- Luik, Hans H. (* 1961), estnischer Medienunternehmer und Journalist
- Luik, Juhan (* 1997), estnischer Skirennläufer
- Luik, Jüri (* 1966), estnischer Politiker, Mitglied des Riigikogu und Diplomat
- Luik, Leila (* 1985), estnische Langstreckenläuferin
- Luik, Liina (* 1985), estnische Langstreckenläuferin
- Luik, Lily (* 1985), estnische Langstreckenläuferin
- Luik, Martin (* 1961), deutscher Prähistoriker, Archäologe und Hochschullehrer
- Luik, Steffen (* 1969), deutscher Jurist und Richter am Bundessozialgericht
- Luik, Viivi (* 1946), estnische Lyrikerin und Schriftstellerin
- Luik, Voldemar (* 1898), estnischer Fußballspieler
- Luiken, Andreas (1925–2012), deutscher Politiker (CDU), MdL
- Luikham, Jennifer (* 1999), indische Tennisspielerin
- Luiko, Maria (1904–1941), deutsche Künstlerin

### Luin
- Luin, Elisabeth (1881–1962), deutsche Musikwissenschaftlerin und Musikkritikerin
- Luin, Franko (1941–2005), slowenisch-schwedischer Typograf
- Luini, Aurelio (1530–1593), italienischer Maler
- Luini, Bernardino († 1532), italienischer MalerBernardino Luini († 1532)

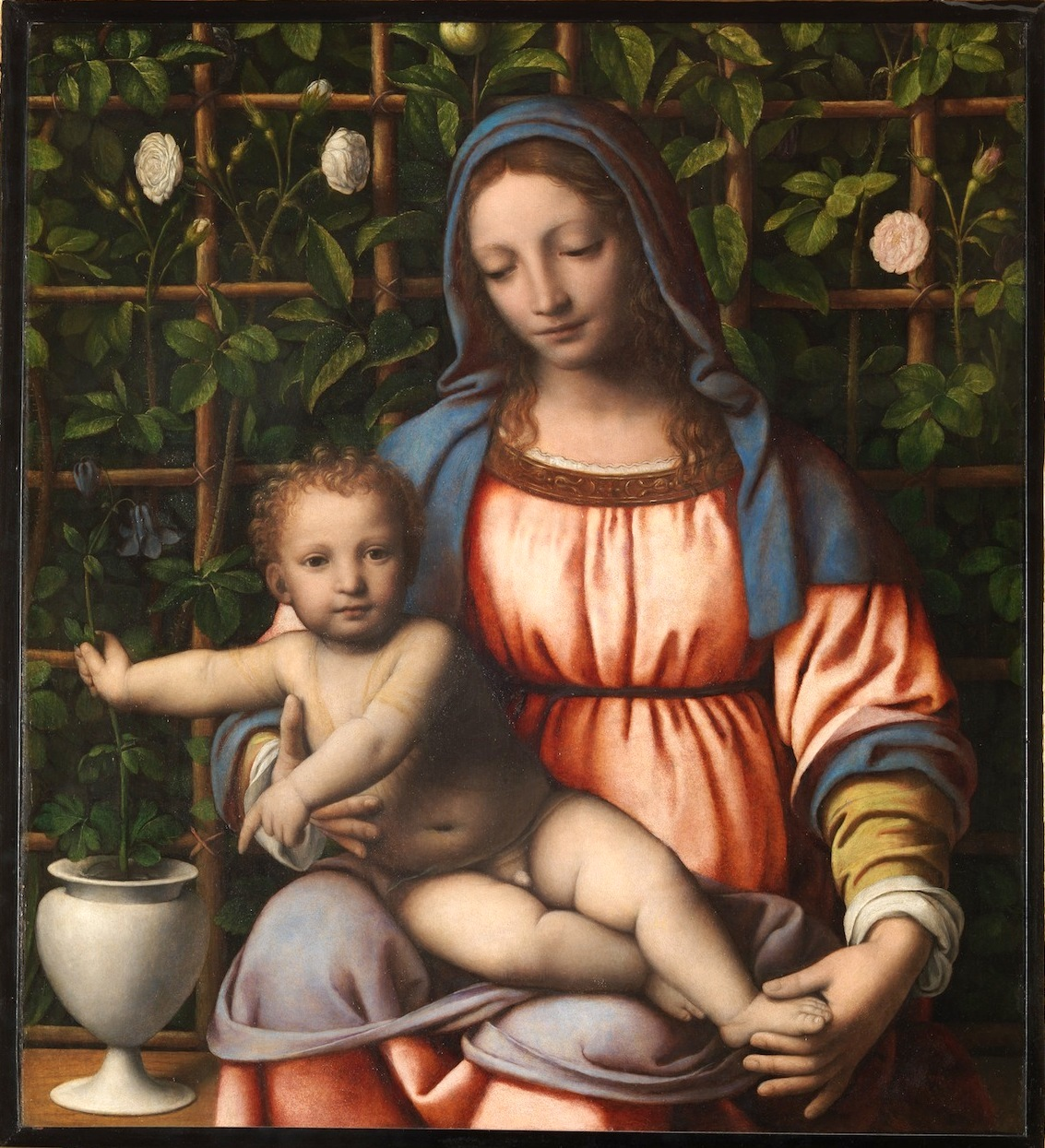
Bernardino Luini († 1532)

- Luini, Elia (* 1979), italienischer Ruderer
- Luini, Leon (* 2000), niederländischer Beachvolleyballspieler
- Luini, Sofía (* 1992), argentinische Tennisspielerin

### Luip
- Luipart, Marcel (1912–1989), deutscher Tänzer, Choreograph und Tanzpädagoge
- Luipert, Daniel (* 1937), namibischer Politiker der Demokratischen Turnhallen-Allianz (DTA) und SWAPO

### Luir
- Luirink, Gijs (* 1983), niederländischer Fußballspieler
- Luiro, Tauno (1932–1955), finnischer Skispringer

### Luis
- Luis (* 2001), deutscher Rapper
- Luis Alberto (* 1992), spanischer Fußballspieler
- Luis de Granada (1504–1588), spanischer Mystiker, Priester aus dem Dominikanerorden und geistlicher Schriftsteller
- Luis de la Cerda (1291–1348), Fürst der Glücklichen Inseln
- Luis de la Palma (1559–1641), spanischer Jesuit, Priester, Prediger und Theologe
- Luis Enrique (* 1962), nicaraguanischer Sänger und Komponist
- Luis Enrique (* 1970), spanischer FußballspielerLuis Enrique (* 1970)

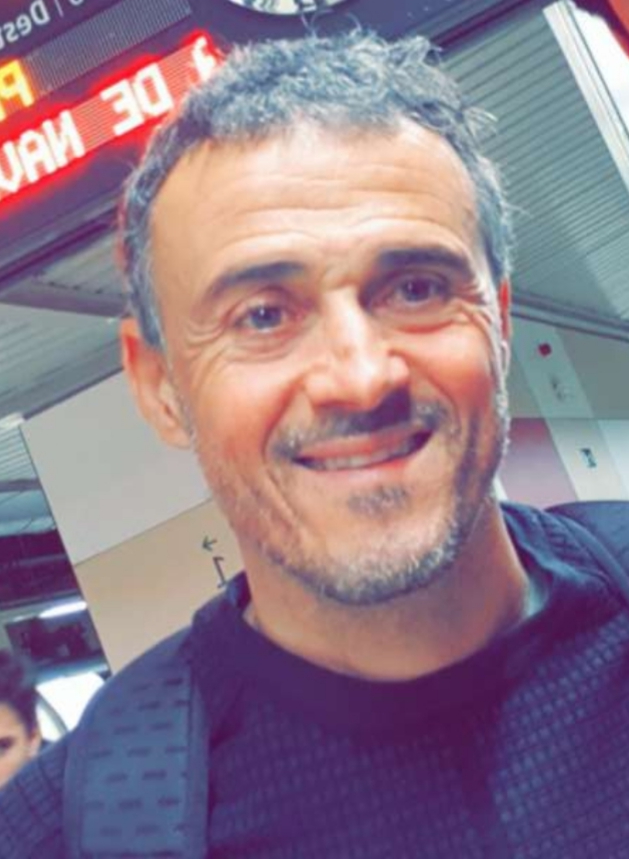
Luis Enrique (* 1970)

- Luís Fabiano (* 1980), brasilianischer Fußballspieler
- Luís Filipe (* 1979), portugiesischer Fußballspieler
- Luis Larzabal, José (* 1944), argentinischer Komponist und Dirigent
- Luis Phelipe (* 2001), brasilianischer Fußballspieler
- Luis, Annabelle, französische Cellistin
- Luís, César (1912–1984), portugiesischer Radrennfahrer
- Luis, Georg (1816–1885), deutscher Architekt
- Luis, Johann (1722–1788), deutscher Kaufmann und Politiker
- Luis, Juan Francisco (1940–2011), US-amerikanischer Politiker
- Luís, Laura (* 1992), portugiesische Fußballspielerin
- Luis, Leopoldo de (1918–2005), spanischer Dichter
- Luís, Maria João (* 1964), portugiesische Schauspielerin
- Luis, Mireya (* 1967), kubanische Volleyballspielerin
- Luis, Simão († 1665), Generalkapitän von Solor und Timor
- Luis, Victor (* 1993), brasilianischer Fußballspieler
- Luis, Vincent (* 1989), französischer Triathlet
- Luis-Bassa, Natalia (* 1966), venezolanische Musikerin, Leiterin des Hallam Sinfonia und des Haffner Orchesters in Lancaster
- Luisa Carlota von Neapel-Sizilien (1804–1844), Tochter von Francesco I. di Borbone, König von Neapel-Sizilien und Maria Isabel de Bourbón, Infantin von Spanien
- Luisa Fernanda von Spanien (1832–1897), Mitglied der spanischen Königsfamilie und durch Heirat Herzogin von Montpensier
- Luisa von Guzmán (1613–1666), Königin von Portugal (als Ehefrau, nicht als Herrscherin eigenen Rechts)
- Luisão (* 1981), brasilianischer Fußballspieler
- Luise Amalie von Braunschweig-Wolfenbüttel (1722–1780), Prinzessin von Preußen und Ehefrau von Prinz August Wilhelm von Preußen
- Luise Charlotte von Brandenburg (1617–1676), Herzogin von Kurland
- Luise Charlotte zu Mecklenburg (1779–1801), Herzogin zu Mecklenburg, durch Heirat Erbherzogin von Sachsen-Gotha-Altenburg
- Luise Christiane von Birkenfeld-Gelnhausen (1748–1829), Pfalzgräfin und Prinzessin in Bayern und Frau von Heinrich XXX., dem letzten Grafen des Hauses Reuß zu Gera
- Luise Christine von Savoyen-Carignan (1627–1689), savoyardische Prinzessin und durch Heirat Markgräfin von Baden-Baden
- Luise Dorothea von Sachsen-Gotha-Altenburg (1710–1767), durch Heirat Herzogin von Sachsen-Gotha-Altenburg
- Luise Elisabeth von Kurland (1646–1690), deutsch-baltische Adlige, Landgräfin von Hessen-Homburg
- Luise Elisabeth von Württemberg-Oels (1673–1736), Herzogin von Württemberg-Oels, durch Heirat Herzogin von Sachsen-Merseburg
- Luise Henriette Karoline von Hessen-Darmstadt (1761–1829), Prinzessin von Hessen-Darmstadt, durch Heirat Großherzogin von Hessen und bei Rhein
- Luise Henriette von Oranien (1627–1667), Ehefrau des Großen KurfürstenLuise Henriette von Oranien (1627–1667)

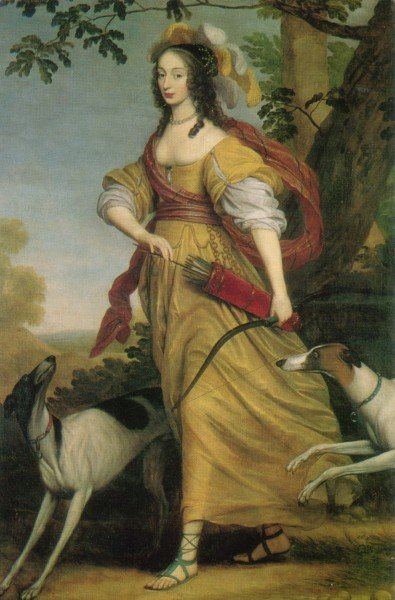
Luise Henriette von Oranien (1627–1667)

- Luise Hollandine von der Pfalz (1622–1709), Prinzessin von der Pfalz, Äbtissin des Klosters Maubuisson (1664–1709) sowie Malerin und Kupferstecherin
- Luise Juliana von Oranien-Nassau (1576–1644), Prinzessin von Oranien-Nassau, Kurfürstin von der Pfalz
- Luise Juliane von der Pfalz (1594–1640), kurpfälzische Prinzessin
- Luise Karoline von Hessen-Kassel (1789–1867), durch Heirat Herzogin von Schleswig-Holstein-Sonderburg-Glücksburg
- Luise Margareta von Preußen (1860–1917), preußische Prinzessin, Mitglied der britischen Königsfamilie, Duchess of ConnaughtLuise Margareta von Preußen (1860–1917)

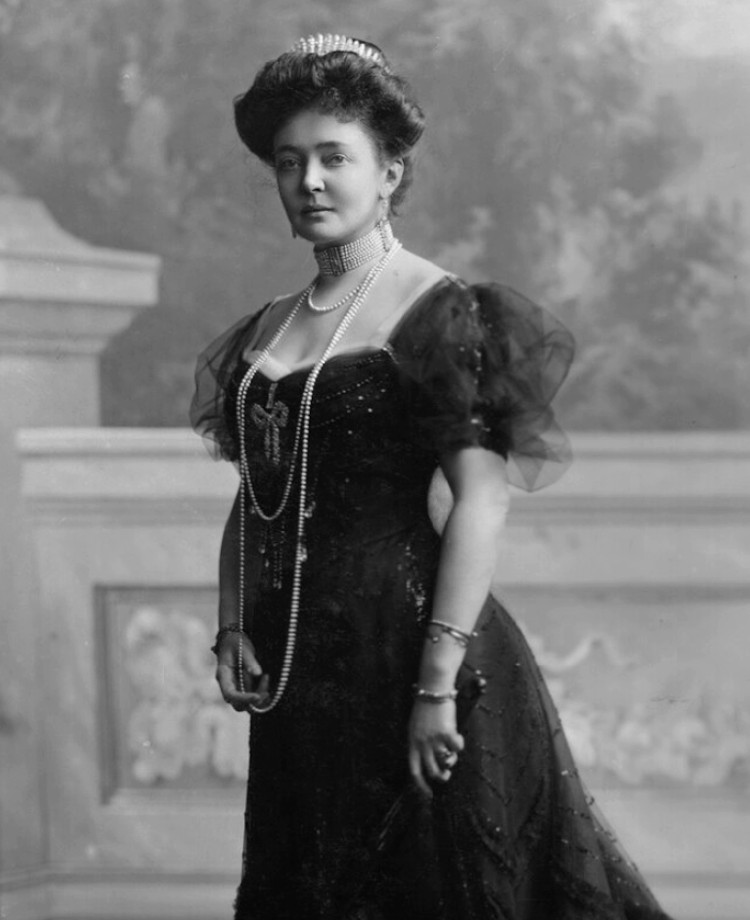
Luise Margareta von Preußen (1860–1917)

- Luise Marie von der Pfalz (1647–1679), Titular-Pfalzgräfin bei Rhein, durch Heirat Fürstin zu Salm
- Luise Raugräfin zu Pfalz (1661–1733), Raugräfin zu Pfalz
- Luise Ulrike von Hessen-Homburg (1772–1854), deutsche Prinzessin
- Luise Ulrike von Preußen (1720–1782), schwedische Königin
- Luise von Anhalt-Bernburg (1799–1882), Prinzessin von Preußen
- Luise von Anhalt-Dessau (1631–1680), Herzogin von Liegnitz-Brieg-Wohlau und Ohlau
- Luise von Anhalt-Dessau (1709–1732), Prinzessin von Anhalt-Dessau, durch Heirat Fürstin von Anhalt-Bernburg
- Luise von Anhalt-Dessau (1798–1858), Landgräfin von Hessen-Homburg
- Luise von Baden (1811–1854), badische Prinzessin
- Luise von Brandenburg (1680–1705), Erbprinzessin von Hessen-Kassel
- Luise von Brandenburg-Schwedt (1750–1811), Herzogin von Anhalt
- Luise von Mecklenburg-Strelitz (1776–1810), preußische KöniginLuise von Mecklenburg-Strelitz (1776–1810)

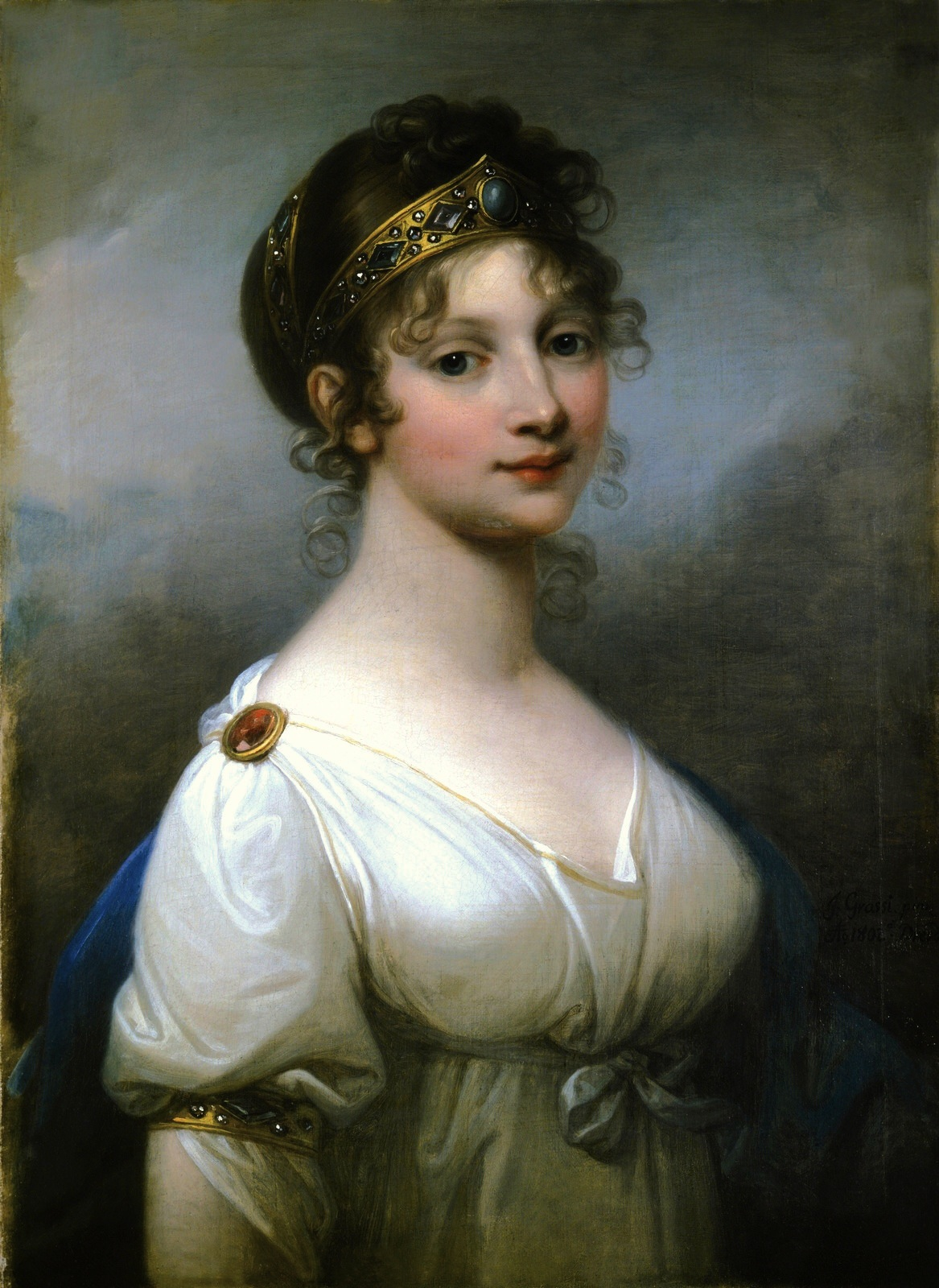
Luise von Mecklenburg-Strelitz (1776–1810)

- Luise von Oranien-Nassau (1828–1871), Prinzessin der Niederlande, Königin von Schweden und Norwegen
- Luise von Preußen (1770–1836), Prinzessin von Preußen, durch Heirat Fürstin Radziwiłł
- Luise von Preußen (1808–1870), Prinzessin der Niederlande
- Luise von Preußen (1829–1901), ältere Tochter des Kaiserbruders Prinz Carl und der Kaiserinschwester Prinzessin Marie von Preußen
- Luise von Preußen (1838–1923), Prinzessin von Preußen, durch Heirat Großherzogin von Baden
- Luise von Sachsen-Altenburg (1873–1953), deutsche Adlige
- Luise von Sachsen-Gotha-Altenburg (1756–1808), Prinzessin von Sachsen-Gotha-Altenburg, durch Heirat Herzogin zu Mecklenburg in Mecklenburg-Schwerin
- Luise von Sachsen-Gotha-Altenburg (1800–1831), Herzogin von Sachsen-Coburg-Saalfeld
- Luise von Sachsen-Hildburghausen (1794–1825), Prinzessin von Sachsen-Hildburghausen, Herzogin von Nassau
- Luise von Sachsen-Meiningen (1752–1805), Prinzessin von Sachsen-Meiningen, durch Heirat Landgräfin von Hessen-Philippsthal-Barchfeld
- Luise von Savoyen (1462–1503), Selige
- Luise von Savoyen (1476–1531), Regentin Frankreichs, Herzogin von Angoulême, Mutter des französischen Königs Franz I.
- Luise von Waldeck (1751–1817), durch Heirat Herzogin von Nassau-Usingen
- Luise zu Mecklenburg-Schwerin (1824–1859), Angehörige des großherzoglichen Hauses Mecklenburg (-Schwerin), durch Heirat Fürstin Windisch-Graetz
- Luiselli, Valeria (* 1983), mexikanische Schriftstellerin und Essayistin
- Luisetti, Hank (1916–2002), US-amerikanischer Basketballspieler
- Luisi, Antonio (* 1994), luxemburgischer Fußballspieler
- Luisi, Barbara (* 1964), deutsche Fotografin und Violinistin
- Luisi, Clotilde (1882–1969), uruguayische Anwältin, Übersetzerin und Hochschullehrerin
- Luisi, Edwin (* 1947), brasilianischer Schauspieler
- Luisi, Fabio (* 1959), italienischer Dirigent und ParfümeurFabio Luisi (* 1959)

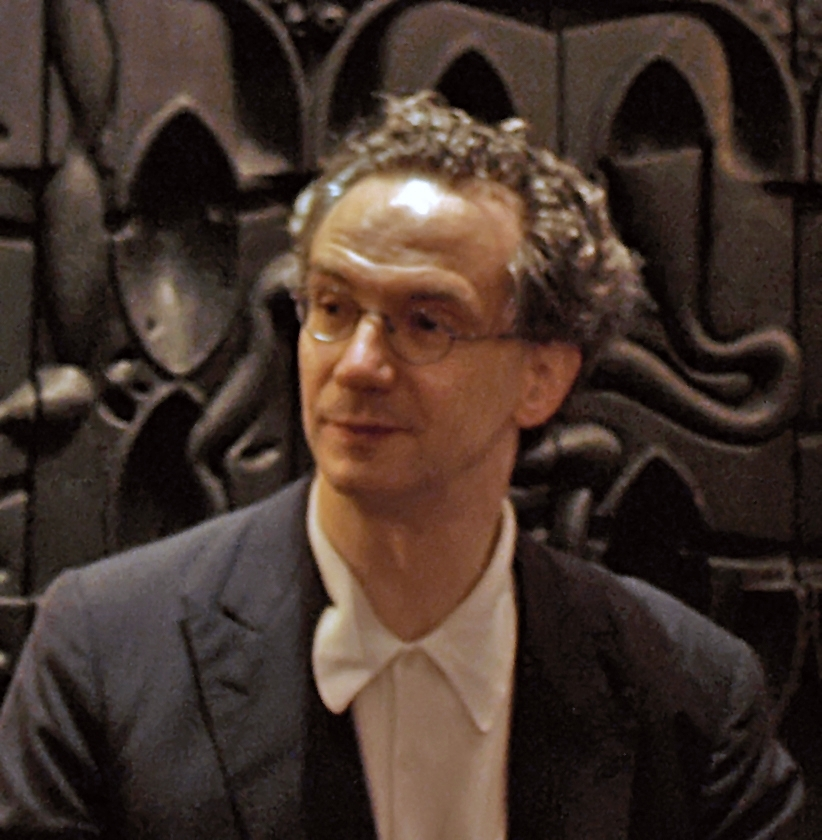
Fabio Luisi (* 1959)

- Luisi, Gianluca (* 1970), italienischer Pianist
- Luisi, Héctor (1919–2013), uruguayischer Politiker
- Luisi, James (1928–2002), US-amerikanischer Schauspieler
- Luisi, Luisa (1883–1940), uruguayische Lehrerin, Autorin und Literaturkritikerin
- Luisi, Paulina (1875–1950), uruguayische Ärztin, Lehrerin und Frauenrechtlerin
- Luisi, Peter (* 1975), Schweizer Filmregisseur, Drehbuchautor und Filmproduzent
- Luisi-Weichsel, Yvonne (1957–2021), österreichische Blockflötistin und Hochschullehrerin
- Luisier, Albert (1893–1979), Schweizer Agronom
- Luisier, André (1924–1998), Schweizer Publizist
- Luisier, Christelle (* 1974), Schweizer Politikerin (FDP)
- Luisk, Eugen (1905–1995), deutsch-baltischer Maler
- Luiso, Pasquale (* 1969), italienischer Fußballspieler und -trainer
- Luisotti, Nicola (* 1961), italienischer Dirigent
- Luisser, Christoph (* 1976), österreichischer Politiker (FPÖ)
- Luisser, Wolfgang (* 1979), österreichischer Fußballspieler und Trainer
- Luistro, Armin (* 1961), philippinischer Ordensbruder, Universitätspräsident und Politiker

### Luit
- Luitbert von Rödinghausen († 1320), Abt des Klosters Grafschaft
- Luitgard, Adliger
- Luitgard von Bolanden, Gräfin von Löwenstein und Markgräfin von Baden
- Luitgard von Schwaben, schwäbische Adelige, Tochter Herzog Friedrich II. von Schwaben
- Luitgard von Tübingen († 1309), Pfalzgräfin von Tübingen und Erbin von Horb
- Luitgard von Wittichen (1291–1348), deutsche Mystikerin und Gründerin eines Klosters
- Luithard († 887), dritter Bischof von Paderborn
- Luithle, Anja (* 1968), deutsche Bildende Künstlerin
- Luithle, Johannes (* 1968), deutscher evangelischer Theologe und Direktor der Liebenzeller Mission
- Luithlen, Viktor (1901–1987), österreichischer Musikwissenschaftler
- Luitpold († 907), Markgraf in Karantanien und Oberpannonien, Graf im Donau- und Nordgau
- Luitpold I. († 1059), Erzbischof von Mainz
- Luitpold von Bayern (1821–1912), Prinzregent von BayernLuitpold von Bayern (1821–1912)

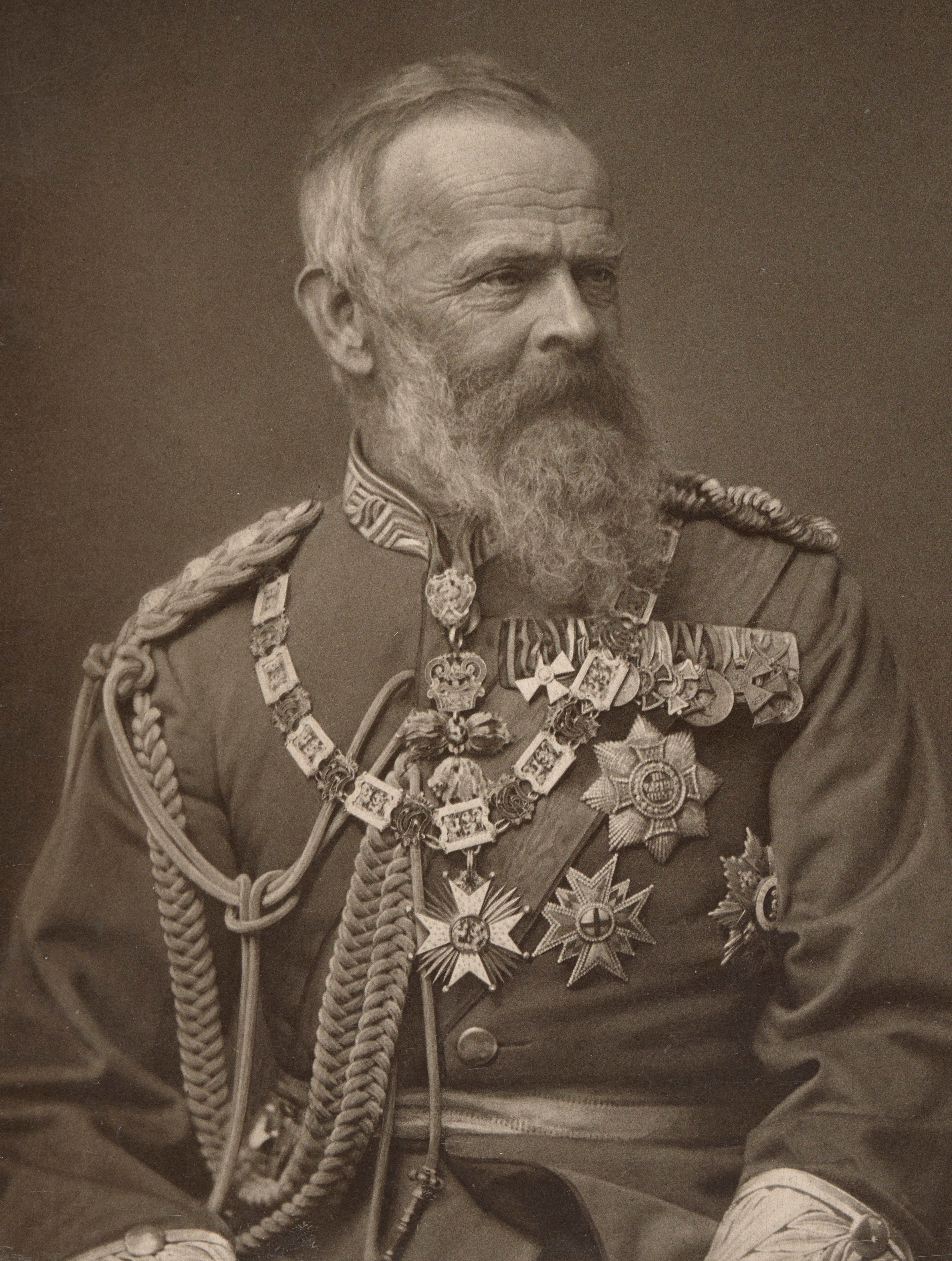
Luitpold von Bayern (1821–1912)

- Luitweiler, Bob (1918–2008), US-amerikanischer Pazifist und Servas-Gründungsvater
- Luitz, Josef (* 1934), österreichischer Cellist und Instrumentallehrer
- Luitz, Stefan (* 1992), deutscher Skirennläufer
- Luitz-Morat (1884–1929), französischer Bühnenschauspieler sowie Regisseur, Drehbuchautor, Produzent und Schauspieler beim Stummfilm

### Luiz
- Luiz Adriano (* 1987), brasilianischer Fußballspieler
- Luiz Coelho, Jaime (1916–2013), brasilianischer Geistlicher und römisch-katholischer Erzbischof von Maringá
- Luiz Gustavo (* 1987), brasilianischer Fußballspieler
- Luiz Gustavo (* 1994), brasilianischer Fußballspieler
- Luiz Phellype (* 1993), brasilianischer Fußballspieler
- Luiz, André (* 1980), brasilianischer Fußballspieler
- Luiz, Gebhard (1913–2013), deutscher, römisch-katholischer Geistlicher
- Luiz, Tania (* 1983), australische Badmintonspielerin
- Luizão (* 1975), brasilianischer Fußballspieler
- Luizo, Bischof von Brandenburg